# Рождественский (Тульская область)
Рождественский — посёлок в Тульской области России. 
В рамках организации местного самоуправления входит в городской округ город Тула, в рамках административно-территориального устройства — в Рождественский сельский округ Ленинского района Тульской области.  

## География
Расположен к северу от областного центра, города Тула, на автомобильной трассе М-2 «Крым».
На северо-западе примыкает к деревне Рождественка.

## Население
| 2002 | 2010  |
| ---- | ----- |
| 2192 | ↘2012 |

## История
Село упоминается в летописях с конца XVI века как Акульшино на реке Волотеи. В конце XIX века село носило название Рождествено-Акульшино. Название Рождествено произошло от приходского храма во имя Рождества Христова, который упоминается в писцовых документах с 1678 года. В 1856 году он был возобновлен на средства приходского помещика Мих.аила Ивановича Булыгина. Согласно итогов переписи населения в 1926 году, населенный пункт Рождествено ещё числился как село. В советский период здание храма использовалось под мастерские Хомяковского каменного карьера, а в 1936 году были снесены купол, кресты, переделана крыша. К 2010-м годам церковь сохранилась в полуразрушенном состоянии. 
До 1990-х годов посёлок был административным центром Рождественского сельского совета Ленинского района Тульской области, с 1997 года — Рождественского сельского округа. 
В рамках организации местного самоуправления с 2006 до 2014 годы посёлок был центром сельского поселения Рождественское Ленинского района. С 2015 года входит в Зареченский территориальный округ в рамках городского округа город Тула.
Осенью 2009 года состоялась закладка и начато строительства нового храма Рождества Христова. 20 октября 2013 года на храм установлены купол и крест.